# Успенське (Псковська область)
Успенське (рос. Успенское) — присілок в Великолуцькому районі Псковської області Російської Федерації.
Населення становить 202 особи. Входить до складу муніципального утворення Личьовська волость.

## Історія
Від 2014 року входить до складу муніципального утворення Личьовська волость.

## Населення
| 2001 | 2002 | 2010 |
| ---- | ---- | ---- |
| 263  | ↘229 | ↘202 |